# Chi Lăng, Hưng Hà
Chi Lăng là một xã của huyện Hưng Hà, tỉnh Thái Bình, Việt Nam. Xã Chi Lăng còn có tên gọi là Làng Đún.

## Vị trí - Diện tích - Dân số
Xã ở rìa phía đông huyện Hưng Hà; cách thị trấn Hưng Hà 8 km, cách thị trấn Tiên Hưng 5 km, thành phố Thái Bình khoảng 25 km theo quốc lộ 39. 
- Phía Tây giáp xã Hoà Bình, huyện Hưng Hà.
- Phía bắc giáp xã Tây Đô, huyện Hưng Hà.
- Phía đông giáp xã Lô Giang, huyện Đông Hưng.
- Phía nam là sông Tiên Hưng, giáp xã Minh Tân, huyện Đông Hưng.

Xã có diện tích tự nhiên là 344,25 Ha. Diện tích canh tác là 273 Ha.
Dân số của xã là 6.834 người, 1.780 hộ (chia tách xã năm 2005).

## Địa lý - Hành chính
Thời Lê, là Ngoại thôn (Đốn Ngoại) xã Ỷ Đốn, tổng Ỷ Đốn, huyện Thần Khê, phủ Tiên Hưng, trấn Sơn Nam Hạ. (Xã Ỷ Đốn gồm có Ngoại thôn, Nội thôn và Kênh thôn).
Thời thuộc Pháp, là xã Đốn Ngoại, thuộc tổng Ỷ Đốn, phủ Tiên Hưng, tỉnh Thái Bình. Xã Đốn Ngoại bao gồm cả thôn Đồng Gòi, xã Minh Tân, và thôn Minh Đức, xã Lô Giang, huyện Đông Hưng ngày nay.
Sau Cách mạng, năm 1955, đổi tên là xã Chi Lăng, huyện Tiên Hưng, tỉnh Thái Bình. Cắt thôn Đồng Gòi về xã Minh Tân và thôn Minh Đức về xã Lô Giang, huyện Tiên Hưng. Xã chia thành 12 xóm, từ xóm 1 còn gọi là xóm Chùa; đến xóm 12 cuối làng, còn gọi là xóm Bến Đò.
Năm 1969 cắt 5 xã của huyện Tiên Hưng cũ, trong đó có xã Chi Lăng về huyện Hưng Hà. Sau năm 1975 hợp nhất hai xã là Chi Lăng và Hoà Bình thành xã Bình Lăng. Đến năm 2005, xã Bình Lăng được chia tách lại thành hai xã như cũ, là xã Chi Lăng và xã Hòa Bình.
Xã Chi Lăng có 7 thôn: Thôn Thống Nhất, Quyết Thắng, Minh Khai, Trần Phú, Tiền Phong, Quyết Tiến, Tân Tiến.

## Lịch sử - Văn hoá
Làng Đốn Ngoại thuộc tổng Ỷ Đốn. Ỷ - Có nghĩa là tựa, là dựa lưng vào cái vòng thúng của con sông Tiên Hưng bao bọc quanh tổng. Đốn - là chỉnh đốn, là sửa sang cho ngay ngắn đẹp đẽ hơn. Làng Đún Ngoại là làng nằm ở phía ngoài Tổng, tựa lưng vào con sông Tiên Hưng sửa sang sắc đẹp, đấy là nghĩa Hán tự, nhưng dân gian cứ quen gọi là Y Đún, chẳng có nghĩa gì, nôm na là vậy.
Làng Đún xưa là làng cổ lâu đời, trung tâm của cả Tổng: Tiền đình, hậu chùa, giữa chợ, kiến trúc thành chuỗi ở trung tâm làng, theo chuẩn mực làng xã phong kiến. Hiện còn vết tích hai gò mộ Hán là Đường Chung và Đường Chàng (nay chỉ còn một phần nhỏ do bị lấn chiếm xây dựng nhà cửa), Đường Chùa. Như vậy, làng đã hình thành rất sớm, ngay từ buổi đầu Bắc thuộc. Các Di tích của xã có:
Chùa Đún, tên chữ là Phúc Lâm Tự, xưa chùa to đẹp, có giếng chùa, ao chùa, giặc Pháp càn về đóng quân rồi đốt trụi, dân làng nhặt tro tàn tượng Phật xây vào tháp và xây dựng lại chùa. Lễ hội vào ngày 01/3 âm lịch, các nơi về dự Lễ hội rất đông vui.
Chợ Đún xưa ở trước cửa chùa, là chợ hàng tổng, các quán chợ dựng bằng cột đá, lợp ngói mũi hài. Thời kháng chiến chống Pháp, Quân khu 3 đã triển lãm chiến thắng giặc Pháp tại chợ.
Đình làng thờ Thành hoàng là Vua Lê Đại Hành, đình to đẹp bề thế nhất vùng, dựng ở giữa làng, xây gạch Bát Tràng, cột lim to hơn người ôm, xà kèo trạm trổ tinh. Đình và chợ Đún cũ bị rỡ đi trong phong trào tiêu thổ kháng chiến thời chống Pháp.
Đền thờ vua Lê Đại Hành ở phía tây làng, cửa đền nhìn ra cánh đồng, theo truyền thuyết: Ngày xưa vua Lê Hoàn đánh trận qua đây. Lễ hội vào ngày 17/11 âm lịch, đền có sắc vua phong, được xếp hạng Di tích lịch sử văn hoá cấp tỉnh.
Từ đường họ Đinh dựng năm 1726 thờ ba anh em Quốc Công Đinh Lễ, Đinh Bồ, Đinh Liệt, là Bình Ngô Khai quốc Công thần. Và Tả Đô đốc Đông Quân, Tán trị Công thần, Dương Quận Công Đinh Phúc Diên, thời Hậu Lê, hiện còn 4 đạo sắc vua phong là Trung đẳng Phúc thần làng Ỷ Đốn, lễ Tổ vào ngày 15/11 âm lịch, sau ngày lễ hội của làng. Từ đường họ Đinh được xếp hạng Di tích lịch sử văn hoá cấp tỉnh.
Xã Chi Lăng giàu truyền thống yêu nước. Buổi đầu chống Pháp, nhiều người con của làng đi theo cuộc khởi nghĩa Cần vương của ông Đốc Nhưỡng ở Đô Kỳ, như ông Đinh Danh Giảng. Trong các cuộc kháng chiến chống ngoại xâm, lớp lớp thanh niên đã lên đường chiến đấu, nhiều người đã hy sinh tại các chiến trường.
Xã có bề dày văn hoá, như Chiếu chèo, Hội Sinh vật cảnh, Hội tế, trò chơi pháo đất, cờ người, chọi gà... diễn ra trong các dịp lễ hội của làng. Quà quê đặc sản như bánh đa gấc, cốm, bánh bột lọc.
Xã có Bệnh xá, trường Mần non, trường Tiểu học và trường Trung học Cơ sở, khang trang. Trường tiểu học có bề dày lịch sử trên 80 năm (năm 1931), dậy chữ Quốc ngữ cho con em trong vùng. Sự nghiệp giáo dục được chính quyền và nhân dân trong xã ngày càng quan tâm, tỷ lệ con em đỗ vào học Trung học phổ thông của huyện và các trường Cao đẳng, Đại học vào loại cao của huyện. Nhiều người thành đạt trong học tập, như Phó Giáo sư, Tiến sĩ Đinh Hoài.

## Giao thông - Kinh tế
- Xã nằm trong vòng thúng sông Tiên Hưng, giao thông đi lại qua đò, khó khăn cách trở, việc phát triển kinh tế những năm trước đây khó khăn. Năm 2005, một người con xa quê là ông Nguyễn Ngọc Riệc về đầu tư xây cầu Đún bắc qua đò Đún trước đây. Đường trong ngõ xóm được xây gạch, đổ bê tông; đường trục xã và đường đê sông Tiên Hưng được trên đầu tư trải nhựa, cơ giới đi lại thuận lợi.
- Bình quân đất canh tác của xã khoảng 0,8 sào bắc bộ một người. Xã có chợ Đún, họp vào buổi sáng, trừ những ngày có số cuối là 2 - 6 - 8 trong tháng; chợ Gốc Đa Giơ thuộc loại sầm uất nhất vùng, nằm ở giữa làng, họp cả ngày, vào tất cả các ngày trong tháng. Làng quê ngày càng phát triển và đổi mới.